# Park (metrostation)
Park (Frans: Parc) is een station van de Brusselse metro en een halte van de Brusselse tram en bus, gelegen in de stad Brussel.

## Geschiedenis
Het station Park werd geopend op 17 september 1976 en bevindt zich bovenaan een heuvel waardoor het op een grotere diepte ligt dan gemiddeld in Brussel. De aansluitende tunnel werd als enige in het metronet geboord.
Onder het reeds diep gelegen in gebruik zijnde metrostation Park is nog een metrostation aanwezig voor een ooit geplande metrolijn 4 vanuit Elsene. Dit station is nooit in dienst genomen omdat de geplande metrolijn 4 er niet gekomen is. Ook bevindt zich er een enorme atoomschuilkelder die nooit volledig afgewerkt is geweest.

## Situering
Park is gelegen onder het Warandepark, op de hoek van de Koningsstraat en de Wetstraat, in het centrum van de stad. Bovengronds is er ook een aansluiting met de trams die door de Koningsstraat rijden. Ook stoppen er vier MIVB-buslijnen, die allemaal de as De Brouckère - Centraal Station - Madou bedienen. Tegenover de toegang tot het station staat het Paleis der Natie, de zetel van het Belgische Parlement. De centrale verkeersleiding (CVL) van de Brusselse metro is gevestigd in station Park.

## Kunst
Zoals vele Brusselse metrostation is ook station Park versierd met kunstwerken. In een gang naar een der perrons bevindt zich het negen meter brede mozaïek La Ville van Roger Dudant. De compositie in ingetogen kleuren moet associaties met gebouwen en bouwterreinen oproepen. Boven de roltrappen in de lokettenhal creëerde beeldhouwer Marc Mendelson humoristische houten sculpturen.

## Afbeeldingen

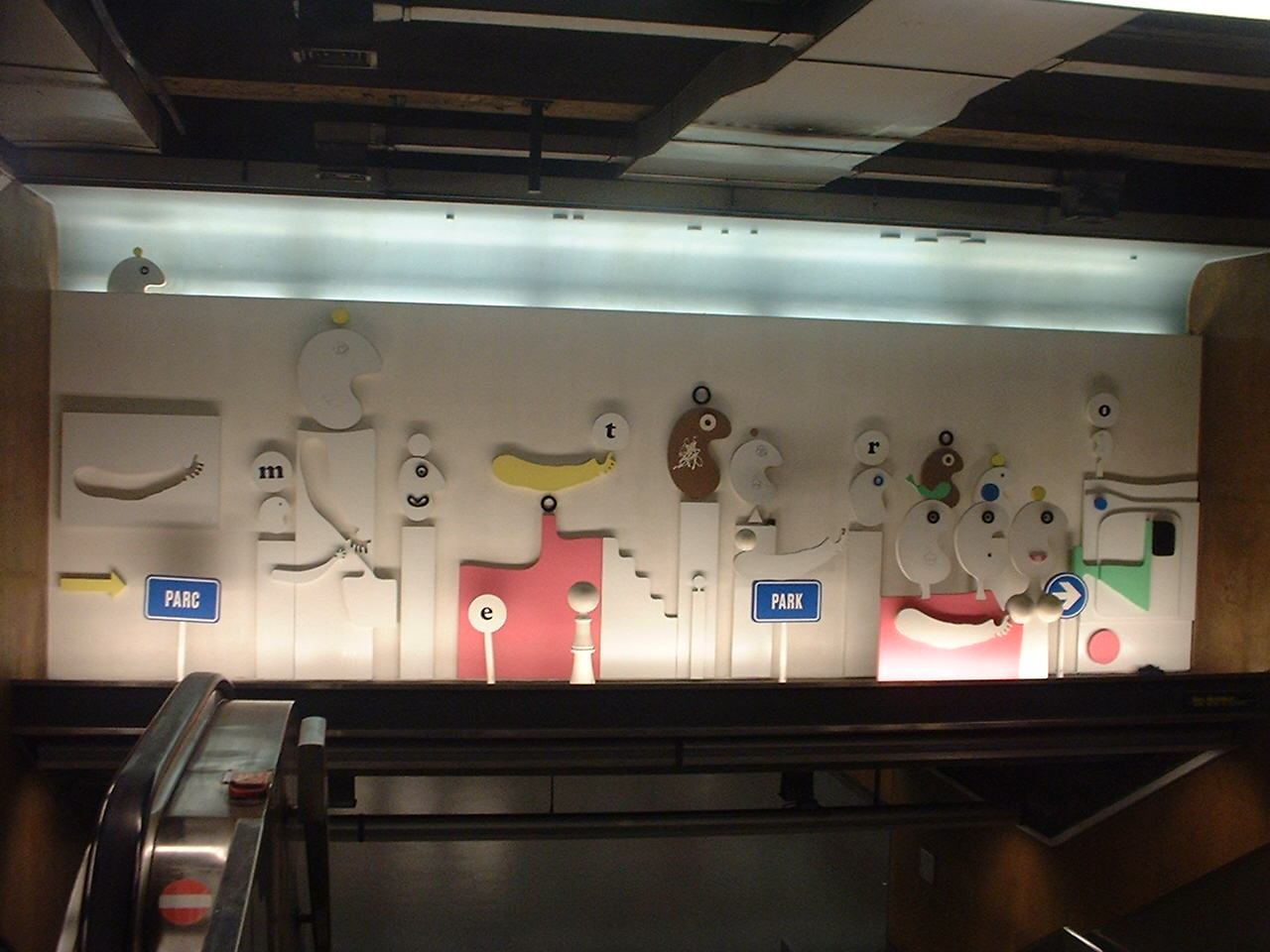
Sculpturen van Marc Mendelson boven de roltrappen.
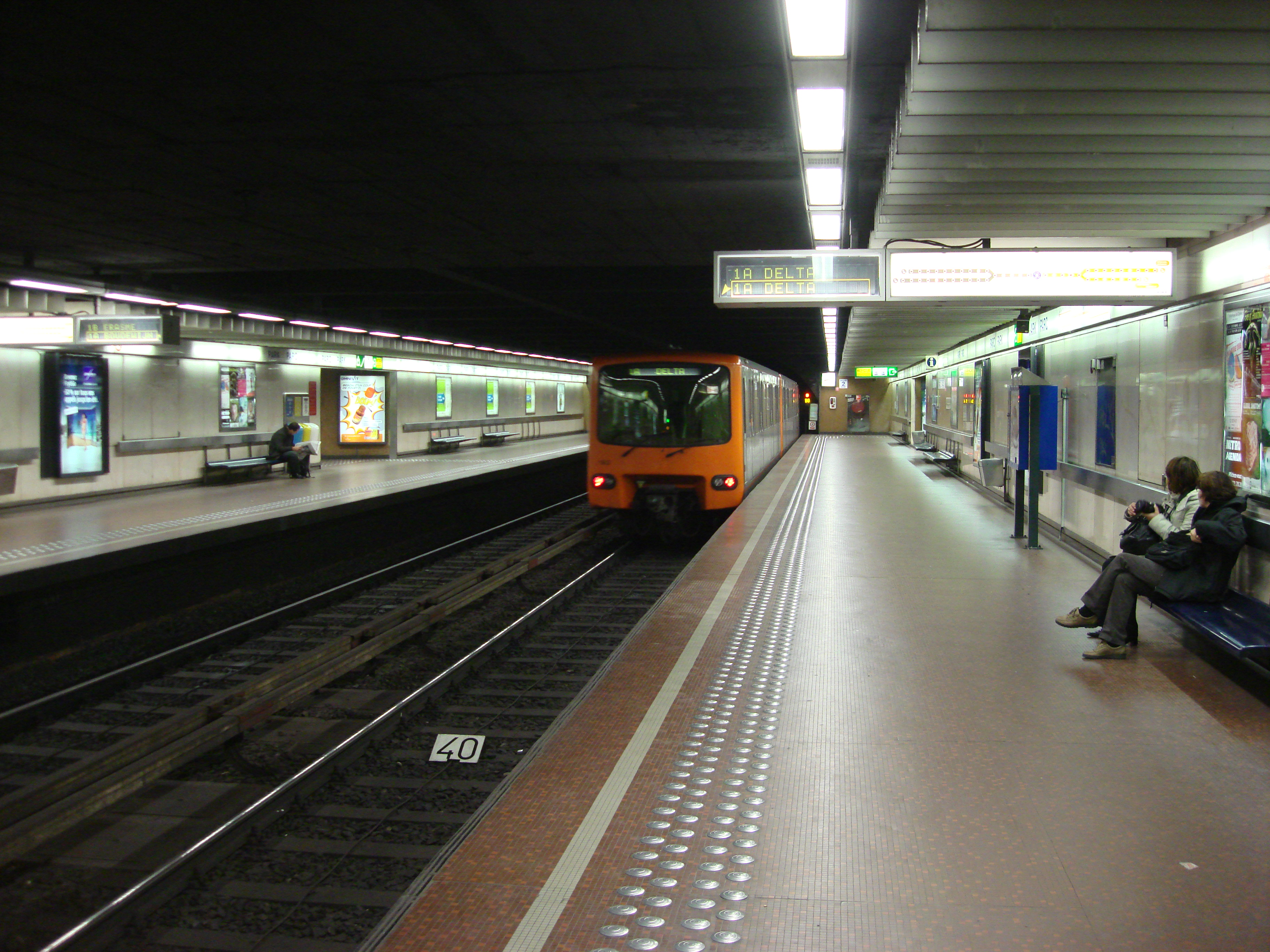
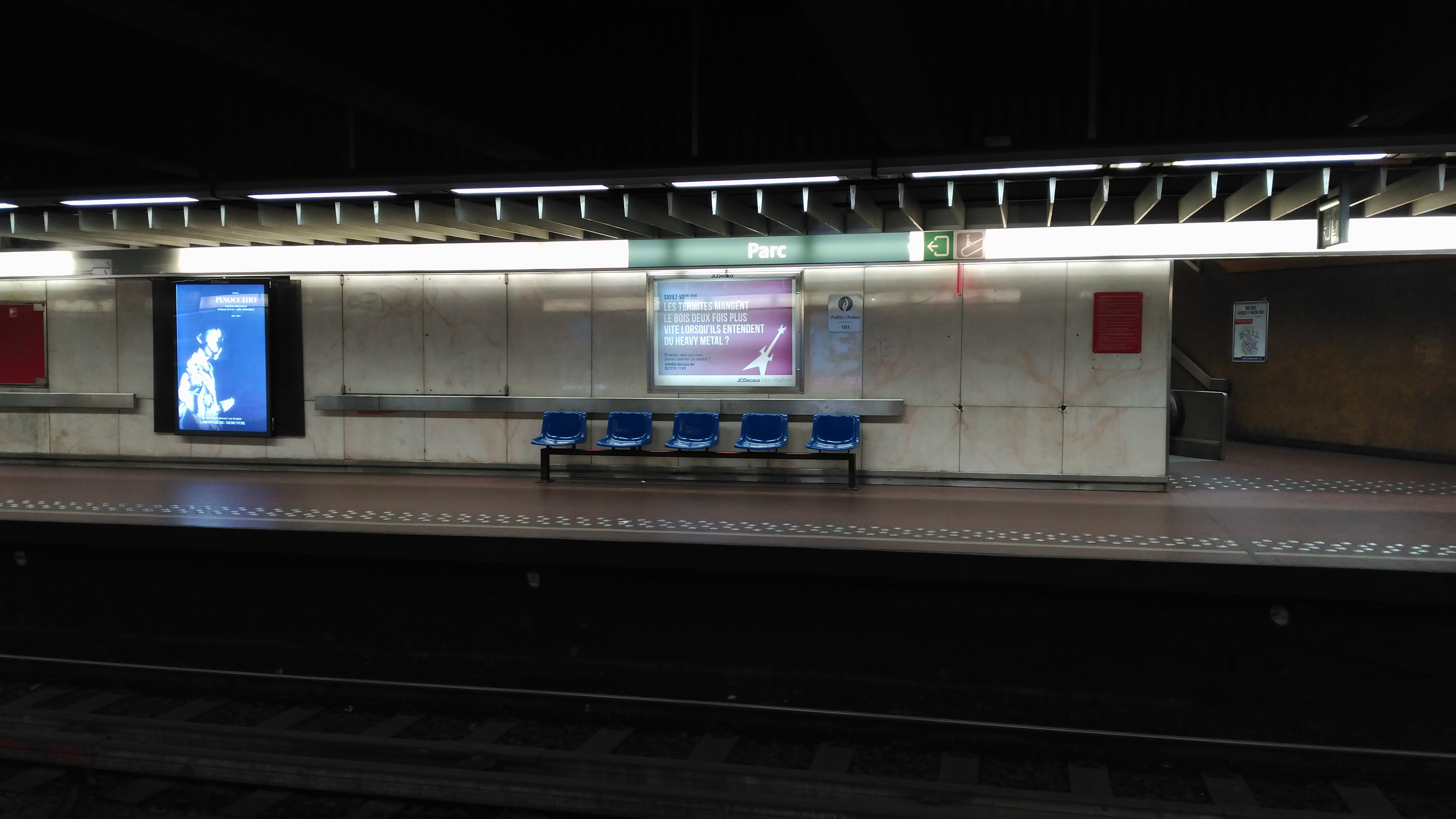